# Biathlon-Weltcup 1981/82
| Egg am Etzel |

| Ruhpolding |

| Antholz |

| Minsk |

| Lahti |

In der Saison 1981/82 wurde der Biathlon-Weltcup zum 5. Mal ausgetragen. Die Wettkampfserie bestand aus jeweils fünf Einzel- und Sprintrennen und vier Staffelrennen für Männer und wurde an fünf Veranstaltungsorten ausgetragen. Neben den vier Weltcupveranstaltungen in Egg am Etzel, Antholz, Ruhpolding und Lahti fanden die Weltmeisterschaften im sowjetischen Minsk statt.
Den Gesamtweltcup gewann Frank Ullrich vor Matthias Jacob und Kjell Søbak.

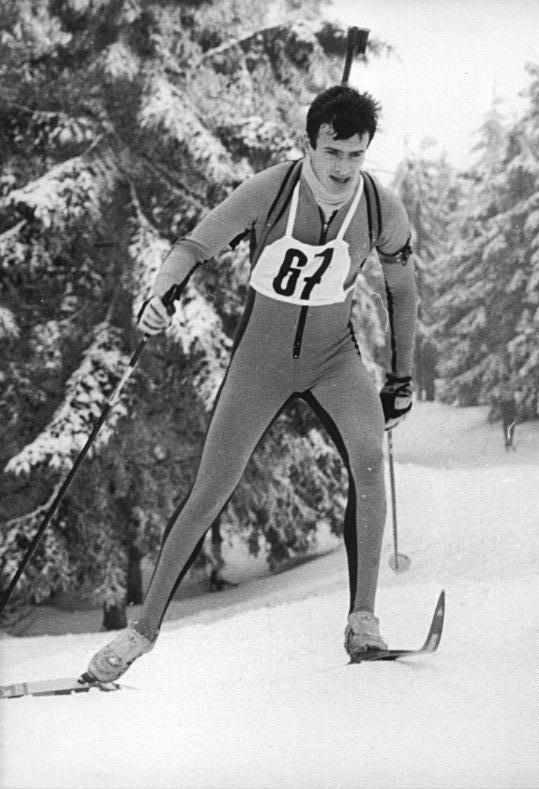
Matthias Jacob beim Sprintrennen in Lahti

## Resultate
| 1. Weltcup in Egg am Etzel, 14. bis 17. Januar 1982 | 1. Weltcup in Egg am Etzel, 14. bis 17. Januar 1982 | 1. Weltcup in Egg am Etzel, 14. bis 17. Januar 1982           | 1. Weltcup in Egg am Etzel, 14. bis 17. Januar 1982                        | 1. Weltcup in Egg am Etzel, 14. bis 17. Januar 1982 |
| --------------------------------------------------- | --------------------------------------------------- | ------------------------------------------------------------- | -------------------------------------------------------------------------- | --------------------------------------------------- |
| Datum                                               | Disziplin                                           | Erster Platz                                                  | Zweiter Platz                                                              | Dritter Platz                                       |
| 14. Januar 1982 (Do.)                               | Einzel (20 km)                                      | Svein Engen                                                   | Walter Pichler                                                             | Fritz Fischer                                       |
| 16. Januar 1982 (Sa.)                               | Sprint (10 km)                                      | Frank Ullrich                                                 | Matthias Jacob                                                             | Fritz Fischer                                       |
| 17. Januar 1982 (So.)                               | Staffel (4 × 7,5 km)                                | DDR 1Mathias Jung Matthias Jacob Frank Ullrich Andreas Göthel | BR DeutschlandWalter Pichler Andreas Schweiger Peter Angerer Fritz Fischer | DDR 2Frank Lohse Remo Krug Holger Wick Ralf Göthel  |

| 2. Weltcup in Antholz, 21. bis 24. Januar 1982 | 2. Weltcup in Antholz, 21. bis 24. Januar 1982 | 2. Weltcup in Antholz, 21. bis 24. Januar 1982                                          | 2. Weltcup in Antholz, 21. bis 24. Januar 1982 | 2. Weltcup in Antholz, 21. bis 24. Januar 1982 |
| ---------------------------------------------- | ---------------------------------------------- | --------------------------------------------------------------------------------------- | ---------------------------------------------- | ---------------------------------------------- |
| Datum                                          | Disziplin                                      | Erster Platz                                                                            | Zweiter Platz                                  | Dritter Platz                                  |
| 21. Januar 1982 (Do.)                          | Einzel (20 km)                                 | Andreas Göthel                                                                          | Matthias Jacob                                 | Bernd Hellmich                                 |
| 23. Januar 1982 (Sa.)                          | Sprint (10 km)                                 | Frank Ullrich                                                                           | Kjell Søbak                                    | Matthias Jacob                                 |
| 24. Januar 1982 (So.)                          | Staffel (4 × 7,5 km)                           | Deutsche Demokratische RepublikMathias Jung Matthias Jacob Frank Ullrich Andreas Göthel | Norwegen                                       | BR Deutschland                                 |

| 3. Weltcup in Ruhpolding, 28. bis 30. Januar 1982 | 3. Weltcup in Ruhpolding, 28. bis 30. Januar 1982 | 3. Weltcup in Ruhpolding, 28. bis 30. Januar 1982 | 3. Weltcup in Ruhpolding, 28. bis 30. Januar 1982 | 3. Weltcup in Ruhpolding, 28. bis 30. Januar 1982 |
| ------------------------------------------------- | ------------------------------------------------- | ------------------------------------------------- | ------------------------------------------------- | ------------------------------------------------- |
| Datum                                             | Disziplin                                         | Erster Platz                                      | Zweiter Platz                                     | Dritter Platz                                     |
| 28. Januar 1982 (Do.)                             | Einzel (20 km)                                    | Frank Ullrich                                     | Sergei Bulygin                                    | Matthias Jacob                                    |
| 30. Januar 1982 (Sa.)                             | Sprint (10 km)                                    | Matthias Jacob                                    | Tapio Piipponen                                   | Kjell Søbak                                       |

| Biathlon-Weltmeisterschaften in Minsk, 10. bis 14. Februar 1982 | Biathlon-Weltmeisterschaften in Minsk, 10. bis 14. Februar 1982 | Biathlon-Weltmeisterschaften in Minsk, 10. bis 14. Februar 1982                         | Biathlon-Weltmeisterschaften in Minsk, 10. bis 14. Februar 1982 | Biathlon-Weltmeisterschaften in Minsk, 10. bis 14. Februar 1982                 |
| --------------------------------------------------------------- | --------------------------------------------------------------- | --------------------------------------------------------------------------------------- | --------------------------------------------------------------- | ------------------------------------------------------------------------------- |
| Datum                                                           | Disziplin                                                       | Erster Platz                                                                            | Zweiter Platz                                                   | Dritter Platz                                                                   |
| 10. Februar 1982 (Mi.)                                          | Einzel (20 km)                                                  | Frank Ullrich                                                                           | Eirik Kvalfoss                                                  | Terje Krokstad                                                                  |
| 13. Februar 1982 (Sa.)                                          | Sprint (10 km)                                                  | Eirik Kvalfoss                                                                          | Frank Ullrich                                                   | Wladimir Alikin                                                                 |
| 14. Februar 1982 (So.)                                          | Staffel (4 × 7,5 km)                                            | Deutsche Demokratische RepublikMathias Jung Matthias Jacob Frank Ullrich Bernd Hellmich | NorwegenEirik Kvalfoss Kjell Søbak Rolf Storsveen Odd Lirhus    | SowjetunionWladimir Alikin Wladimir Barnaschow Wiktor Semjonow Anatoli Aljabjew |

| 4. Weltcup in Lahti, 5. bis 7. März 1982 | 4. Weltcup in Lahti, 5. bis 7. März 1982 | 4. Weltcup in Lahti, 5. bis 7. März 1982 | 4. Weltcup in Lahti, 5. bis 7. März 1982 | 4. Weltcup in Lahti, 5. bis 7. März 1982 |
| ---------------------------------------- | ---------------------------------------- | ---------------------------------------- | ---------------------------------------- | ---------------------------------------- |
| Datum                                    | Disziplin                                | Erster Platz                             | Zweiter Platz                            | Dritter Platz                            |
| 5. März 1982 (Fr.)                       | Einzel (20 km)                           | Kjell Søbak                              | Odd Lirhus                               | Fritz Fischer                            |
| 6. März 1982 (Sa.)                       | Sprint (10 km)                           | Matthias Jacob                           | Odd Lirhus                               | Kjell Søbak                              |
| 7. März 1982 (So.)                       | Staffel (4 × 7,5 km)                     | Norwegen                                 | ?                                        | ?                                        |

### Weltcupstände
| Endstand nach 10 Rennen (Top 10) |                      |        |       |
| \| Rang \| Name \| Punkte \| Siege \| \| ---- \| -------------------- \| ------ \| ----- \| \| 01 \| Frank Ullrich \| 146 \| 4 \| \| 02 \| Matthias Jacob \| 143 \| 2 \| \| 03 \| Kjell Søbak \| 137 \| 1 \| \| 04 \| Andreas Göthel \| 125 \| 1 \| \| 05 \| Fritz Fischer \| 123 \| 0 \| \| 06 \| Bernd Hellmich \| 110 \| 0 \| \| 07 \| Odd Lirhus \| 110 \| 0 \| \| 08 \| Eirik Kvalfoss \| 100 \| 1 \| \| 09 \| Wladimir Welitschkow \| 99 \| 0 \| \| 10 \| Svein Engen \| 96 \| 1 \| |                      |        |       |
| Rang | Name                 | Punkte | Siege |
| 01 | Frank Ullrich        | 146    | 4     |
| 02 | Matthias Jacob       | 143    | 2     |
| 03 | Kjell Søbak          | 137    | 1     |
| 04 | Andreas Göthel       | 125    | 1     |
| 05 | Fritz Fischer        | 123    | 0     |
| 06 | Bernd Hellmich       | 110    | 0     |
| 07 | Odd Lirhus           | 110    | 0     |
| 08 | Eirik Kvalfoss       | 100    | 1     |
| 09 | Wladimir Welitschkow | 99     | 0     |
| 10 | Svein Engen          | 96     | 1     |